# Fritz Dopfer
Fritz Dopfer (ur. 24 sierpnia 1987 w Innsbrucku) – niemiecki narciarz alpejski, dwukrotny medalista mistrzostw świata. Specjalizuje się w konkurencjach technicznych.

## Kariera
Po raz pierwszy na arenie międzynarodowej Fritz Dopfer pojawił się 7 grudnia 2002 roku w Schruns, gdzie w zawodach FIS Race zajął 45. miejsce w slalomie. W 2006 roku wystartował na mistrzostwach świata juniorów w Quebecu, gdzie jego najlepszym wynikiem było dziewiąte miejsce w gigancie. Na rozgrywanych rok później mistrzostwach świata juniorów w Maroborze zajął między innymi siódme miejsce w slalomie i gigancie.
W zawodach Pucharu Świata zadebiutował 28 października 2007 roku w Sölden, gdzie nie zakwalifikował się do pierwszego przejazdu w gigancie. Pierwsze pucharowe punkty wywalczył 30 stycznia 2010 roku w Kranjskiej Gorze, zajmując siedemnaste miejsce w tej samej konkurencji. Nieco ponad rok później, 4 grudnia 2011 roku w Beaver Creek, pierwszy raz stanął na podium zawodów tego cyklu, zajmując trzecie miejsce w gigancie. W zawodach tych wyprzedzili go tylko Austriak Marcel Hirscher oraz Ted Ligety z USA. Najlepsze wyniki osiągał w sezonie 2014/2015.
W 2011 roku wystartował na mistrzostwach świata w Garmisch-Partenkirchen, gdzie był piętnasty w gigancie, a w slalomie zajął 21. miejsce. Pierwszy medal w karierze wywalczył dwa lata później, podczas mistrzostw świata w Schladming, gdzie wspólnie z Leną Dürr, Marią Höfl-Riesch, Veronique Hronek, Stefanem Luitzem i Felixem Neureutherem zdobył brązowy medal w rywalizacji drużynowej. W startach indywidualnych zajmował siódme miejsce w slalomie i slalomie gigancie. Kolejny sukces osiągnął na mistrzostwach świata w Vail/Beaver Creek, gdzie w slalomie zdobył srebrny medal. W zawodach tych wyprzedził go tylko Francuz Jean-Baptiste Grange, a trzecie miejsce zajął kolejny reprezentant Niemiec, Felix Neureuther. W międzyczasie wystąpił na igrzyskach olimpijskich w Soczi, zajmując dwunaste miejsce w gigancie i czwarte w slalomie. W drugiej z tych konkurencji walkę o podium przegrał z Norwegiem Henrikiem Kristoffersenem o 0,05 sekundy.

## Osiągnięcia

### Igrzyska olimpijskie
| Miejsce | Dzień     | Rok  | Miejscowość | Konkurencja | Czas biegu | Strata | Zwycięzca  |
| ------- | --------- | ---- | ----------- | ----------- | ---------- | ------ | ---------- |
| 12.     | 19 lutego | 2014 | Soczi       | Gigant      | 2:45,29    | +1,68  | Ted Ligety |
| 4.      | 22 lutego | 2014 | Soczi       | Slalom      | 1:41,84    | +0,88  | Mario Matt |

### Mistrzostwa świata
| Miejsce | Dzień     | Rok  | Miejscowość       | Konkurencja | Czas zawodów | Strata | Zwycięzca            |
| ------- | --------- | ---- | ----------------- | ----------- | ------------ | ------ | -------------------- |
| 15.     | 18 lutego | 2011 | Ga-Pa             | Gigant      | 2:10,56      | +1,41  | Ted Ligety           |
| 21.     | 20 lutego | 2011 | Ga-Pa             | Slalom      | 1:41,72      | +2,79  | Jean-Baptiste Grange |
| 3.      | 12 lutego | 2013 | Schladming        | Drużynowo   | -            | -      | Austria              |
| 7.      | 15 lutego | 2013 | Schladming        | Gigant      | 2:28,92      | +2,19  | Ted Ligety           |
| 7.      | 17 lutego | 2013 | Schladming        | Slalom      | 1:51,03      | +1,49  | Marcel Hirscher      |
| 15.     | 13 lutego | 2015 | Vail/Beaver Creek | Gigant      | 2:34,16      | +2,85  | Ted Ligety           |
| 2.      | 15 lutego | 2015 | Vail/Beaver Creek | Slalom      | 1:57,47      | +0,35  | Jean-Baptiste Grange |

### Mistrzostwa świata juniorów
| Miejsce | Dzień    | Rok  | Miejscowość | Konkurencja | Czas biegu | Strata | Zwycięzca            |
| ------- | -------- | ---- | ----------- | ----------- | ---------- | ------ | -------------------- |
| 24.     | 2 marca  | 2006 | Québec      | Zjazd       | 1:27,26    | +2,41  | Christopher Beckmann |
| DNF     | 4 marca  | 2006 | Québec      | Supergigant | 1:11,81    | -      | Michael Sablatnik    |
| DNF     | 5 marca  | 2006 | Québec      | Slalom      | 1:32,98    | -      | Mikkel Bjørge        |
| 9.      | 6 marca  | 2006 | Québec      | Gigant      | 2:20,50    | +2,02  | Stefan Guay          |
| 17.     | 6 marca  | 2007 | Altenmarkt  | Zjazd       | 1:38,41    | +1,91  | Beat Feuz            |
| 10.     | 8 marca  | 2007 | Altenmarkt  | Supergigant | 1:07,77    | +1,68  | Beat Feuz            |
| 7.      | 9 marca  | 2007 | Altenmarkt  | Gigant      | 2:14,01    | +1,87  | Marcel Hirscher      |
| 7.      | 10 marca | 2007 | Altenmarkt  | Slalom      | 1:49,45    | +1,70  | Matic Skube          |

### Puchar Świata

#### Miejsca w klasyfikacji generalnej
- sezon 2009/2010: 122.
- sezon 2010/2011: 70.
- sezon 2011/2012: 20.
- sezon 2012/2013: 11.
- sezon 2013/2014: 11.
- sezon 2014/2015: 5.

#### Miejsca na podium w zawodach
1. Beaver Creek – 4 grudnia 2011 (gigant) – 3. miejsce
2. Wengen – 15 stycznia 2012 (slalom) – 3. miejsce
3. Adelboden – 12 stycznia 2013 (gigant) – 2. miejsce
4. Kranjska Gora – 9 marca 2014 (slalom)  - 2. miejsce
5. Sölden – 26 października 2014 (gigant) – 2. miejsce
6. Madonna di Campiglio – 22 grudnia 2014 (slalom) – 2. miejsce
7. Adelboden – 11 stycznia 2015 (slalom) – 2. miejsce
8. Kitzbühel – 24 stycznia 2016 (slalom) – 3. miejsce